# Сінне (Богодухівський район)
Сінне́ — село у Богодухівській міській громаді Богодухівського району Харківської області України.

## Географія
Село Сінне знаходиться за 2 км від річки Мерла (правий берег). По селу протікає Балка Поповка, на якій зроблені численні загати. Примикає до села Шигимажине.

## Історія
Дата першої згадки - 1672 рік. 
Для успішної боротьби з татарами Слобожанщину було поділено на спеціальні військово-територіальні одиниці — полки (Сумський, Охтирський, Харківський та ін.), а ті, в свою чергу, — на сотні. Вони підлягали Бєлгородському воєводі і Розрядному приказу. До складу полку входили населені пункти, жителі яких (козаки) повинні були нести сторожову службу. Сінне стало сотенним містечком Охтирського полку. Трохи більше про нього ми дізнаємось з «Смотренной книги городов Ахтырского полка», складеної 1686 року за царською вказівкою піддячим
Розрядного приказу Любимом Судейкіним. Йому було наказано їхати з Москви до названого полку і ретельно обстежити всі його поселення, «а досмотря того всего написать на роспись и на чертеже начертить с размером и верстами». Чиновник сумлінно виконав завдання, зробивши опис 21 поселення. Ось що говориться в цьому документі про Сінне та інші населені пункти Богодухівщини:
- «Ахтырского полку

Город Сенное построен меж лесов на высоком пригорке с левой стороны речки Сенной а та речка впала в реку Мерло от города в полуторе версте. В вершине реки Мерла с правою сторону города в пети верстах село Ресное которое прежде было в подданстве за ахтырским полковником……………………а ныне тем селом владеют дети ево. А от того села едучи к Сенному в лесу построен Покровский монастырь от села Ресного в трех верстах ……………. четверти и по реке Мерлу с правой стороны до города Богодухова леса и бор.  Город Богодухов построен с правой стороны реки Мерла на ровном месте от города с левой стороны от степи в реку Мерло впала речка Лозовая а тот город Богодухов от Сеннова в пяти верстах от Богодухова вниз по Мерлу в бору четыре села Первая Павловка от Богодухова во трех версти другое село Кречик в пяти верстах третье село Губаревка в шести верстах с четвертью четвертое.»
Зробивши опис місця розташування поселень, автор наводить  дані про кількість населення: " А сеннянские жители сотник Василий Григорьев и черкасы Якушко Федоров сын Каневец Стенько Яковлев сын Катричик Ивашка Горбуненко Алешка Раздай Быдин шурин с товарищи словесно  сказали в Сенном де жителей черкас казаков с 700 человек… да от того же города Сенного вверх по реке Мерлу верстах в 4-х село сеннянского сотника Василия Григорьева а прозвание тому селу Писаревка а в том селе жителей черкас с 30 дворов ". 
За даними на 1864 рік в козачій та власницькій слободі мешкало 3958 осіб (1906 чоловіків та 2052 жінки), налічувалось 624 дворових господарства, існували 2 православні церкви, училище, винокуренний завод, відбувалось 6 ярмарків на рік та базари.
Село постраждало внаслідок геноциду українського народу, проведеного урядом СССР в 1932—1933 роках, кількість встановлених жертв у Сінному та Шубах — 563 людей.
- 12 червня 2020 року, відповідно до розпорядження Кабінету Міністрів України № 725-р «Про визначення адміністративних центрів та затвердження територій територіальних громад Харківської області», село увійшло до Богодухівської міської громади[5].
- 19 липня 2020 року, в результаті адміністративно-територіальної реформи та ліквідації Богодухівського району (1923—2020), село увійшло до складу новоутвореного Богодухівського району Харківської області[6].

## Пам'ятки
Ентомологічний заказник місцевого значення «Шейчина балка». Площа 4,0 га. Ділянка біля села Сінне на південному степовому схилі балки. Тут росте ковила периста, анемона, ломонос, сон-трава, живе понад 30 видів корисних комах — запилювачів сільськогосподарських культур, у тому числі одинокі бджоли, джмелі.

## Відомі люди
- Колос Надія Миколаївна — радянська та українська вчена-хімік, доктор хімічних наук, професор.
- Курило Федір Леонтійович — депутат Верховної Ради УРСР 9-го скликання.
- Макаренко Микола Федорович — радянський військовий льотчик-винищувач часів Другої світової війни, командир ескадрильї 153-го винищувального авіаційного полку 5-ї змішаної авіаційної дивізії ВПС 23-ї армії Ленінградського фронту, майор. Герой Радянського Союзу (1943).